# Ezzat
Pour les articles homonymes, voir Ezzat (homonymie).
Ezzat (en persan : عزت) est un village de la province de Mazandéran, en Iran.

## Géographie
Le village d'Ezzat est situé dans le comté de Noshahr (en), dans le nord de l'Iran, au bord de la mer Caspienne.
Il se trouve à environ 250 km au nord-est de Téhéran.

## Climat
Ezzat bénéficie d'un climat tempéré chaud, ou d'un climat méditerranéen (Csa) selon la classification de Köppen.